# Самостан Служавки Малог Исуса (Добој)
Самостан Служавки Малог Исуса је католички манастир који се налази у Добоју. Налази се у непосредној близини библиотеке, музеја и католичке цркве у граду.

## О реду
Ред Служавки Малог Исуса убраја се у млађи ред католичке цркве према настанку, а основао га је први босански надбискуп Јосип Штадлер 1890. године у Сарајеву.
Циљ овог реда, уз посвећење Богу као основне сврхе свих редова је пружање помоћи одбаченим, изнемоглим и без старања. Самостан у Добоју припада Сарајевској провинцији Безгрјешног зачећа Блажене Дјевице Марије.

## Историјат[2]
Према старим забиљежбама, у понедјељак 16. новембра 1942. године око четири сата поподне дошле су у Добој четири сестре. Биле су то: Хонората Матица поглаварица, Силвија Лучанин која ће поучавати у музици, Амалија Беговић да води бригу о домаћинству и Лидија Светић чија ће задаћа бити брига за дјецу у забавишту.
Бавиле су се подучавањем младих у музици, водиле забавиште, основале и водиле црквени збор, уређивале цркву, приређивале академије и посјећивале околне жупе. Њихове активности и боравак у Добоју прекинут је 1949. године од Југословенске мјесне власти када су добиле налог да напусте самостан и град Добој. У Добој и свој самостан вратиле су се 1. маја 1968. године и започеле обнову самостана. Поред основних санација на самостану, вршена је доградња и проширење самостана у 1977. и 1978. години. Тада је обновљени самостан благосиљан 1. априла 1978. године. Обновљени самостан благословљен је 1. априла 1978. године. Други боравак сестара у Добоју прекинут је Грађанским ратом у БиХ 1992. године. Трећи долазак и обнова самостана десила се 2009.године, од када су Сестре поново у служби болесника и сиромаха.

## О Патрону самостана
Патрон Самостана Сужавки Малог Исуса је Света Мала Терезија. Католичка Црква прославља благдан свете Мале Терезије (1873.-1897.), блаженице од 1925. и светице од 1927. године, часне сестре кармелићанке, сузаштитнице мисионарскога дјеловања и црквене научитељице. Иначе се спомендан свете Терезије од Дјетета Исуса слави сваке године 1. октобра.
Папа Јован Павле II је прогласио свету Малу Терезију црквеном научитељицом (19. новембра 1997. године). Црквени научитељ је наслов, коју су добили свеци, који су у великој мјери придонијели теологији и учењу. Додјељује се јако ријетко, само након смрти и након проглашења светим. Тај наслов имају само 31 светац и 4 светице.